# Big TV (Indonezja)
Big TV (zapis stylizowany: BiG TV) – indonezyjski dostawca telewizji satelitarnej. Należał do konglomeratu Lippo Group i działał w ramach spółki zależnej PT Indonesia Media Televisi. Usługi BiG TV były świadczone w latach 2013–2020.
Platforma została uruchomiona 9 października 2013. Oferowała dostęp do 184 kanałów telewizyjnych. Usługa została zamknięta 31 maja 2020.
Platforma nadawała z japońskiego satelity JCSAT 4B (124,0°E), w MPEG-4 w wyższym paśmie Ku (12–12,65 GHz), przy wykorzystaniu systemu kodowania Nagra MA.